# Pio Laghi

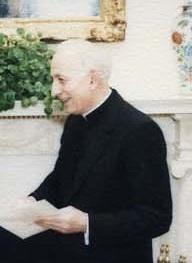
Erzbischof Pio Laghi (April 1984)

Wappen von Pio Kardinal Laghi

Pio Kardinal Laghi (* 21. Mai 1922 in Castiglione di Forlì, Provinz Forlì-Cesena, Italien; † 11. Januar 2009 in Rom) war ein Kurienkardinal der römisch-katholischen Kirche und Spitzendiplomat des Heiligen Stuhls.

## Leben
Nach dem Besuch einer von Salesianern geführten Schule in Faenza studierte Pio Laghi Philosophie und Katholische Theologie am Priesterseminar seines Heimatbistums Forlì. Später setzte er diese Studien in Rom fort, wo er Alumne am Päpstlichen Römischen Priesterseminar war und am Päpstlichen Athenaeum Lateranense, an dem er 1942 zum Doktor der Theologie promoviert wurde, immatrikuliert war. Am 20. April 1946 empfing er das Sakrament der Priesterweihe. 1950 erwarb er nach weiteren Studien einen Doktortitel im Fachbereich Kanonisches Recht. Nach einer Ausbildung an der Päpstlichen Diplomatenakademie trat er 1952 in den diplomatischen Dienst des Heiligen Stuhls ein. Er war bis 1964 als Sekretär in den Nuntiaturen in Nicaragua, den USA und Indien, von 1964 bis 1969 leistete er Dienst im Staatssekretariat für öffentliche Angelegenheiten, jetzt Amt für zwischenstaatliche Beziehungen.
1969 ernannte ihn Papst Paul VI. zum Titularerzbischof von Mauriana und bestellte ihn zum Apostolischen Delegaten für Jerusalem und Palästina. Die Bischofsweihe empfing er am 22. Juni 1969 durch den ehemaligen Sekretär des Vatikanischen Staatssekretariats, Amleto Giovanni Kardinal Cicognani; Mitkonsekratoren waren der Kurienbischof und spätere Kardinal Agostino Casaroli und Giuseppe Battaglia, Bischof von Faenza. Sein Amt in Jerusalem fiel in die Zeit, als Israel nach dem Sechstagekrieg den eroberten Ostteil von Jerusalem annektierte und sich der Nahostkonflikt 1973 erneut im Jom-Kippur-Krieg entlud.
Papst Paul VI. berief ihn 1973 zusätzlich zum Apostolischen Pro-Nuntius auf Zypern und zum Apostolischen Visitator für Griechenland. Von 1974 bis 1980 – zu Zeiten der Militärjunta des Jorge Rafael Videla – war er Apostolischer Nuntius in Argentinien. Er sah davon ab, gegen deren Verbrechen (Morde, „Verschwindenlassen“, Folter, Kindsraub und andere Verbrechen) öffentlich zu protestieren. Stattdessen sagte er bei einem Besuch der Garnison in Tucumán: „Was das Vaterland ist, wissen Sie, tun Sie gehorsam, was man Ihnen befiehlt, und bewahren Sie ruhig Blut.“
Unmittelbar nach der Wahl von Ronald Reagan berief ihn Papst Johannes Paul II. 1980 zunächst zum ständigen Beobachter bei der Organisation Amerikanischer Staaten in Washington, D.C. und Apostolischen Delegaten mit der Aufgabe, volle diplomatische Beziehungen zu den USA aufzubauen – die im März 1984 zu Stande kamen. Pio Laghi wurde daraufhin erster Pro-Nuntius in den Vereinigten Staaten von Amerika.
Am 28. Juni 1991 nahm ihn Papst Johannes Paul II. als Kardinaldiakon mit der Titeldiakonie Santa Maria Ausiliatrice in via Tuscolana in das Kardinalskollegium auf, nachdem er ihn am 6. April 1990 zum Pro-Präfekten der Kongregation für das Katholische Bildungswesen berufen hatte. Am 1. Juli 1991 wurde er Kardinalpräfekt dieses Dikasteriums. In diesem Amt war er für die wissenschaftliche Aus- und Fortbildung der weltweit rund 400.000 Priester zuständig ebenso für die katholischen Universitäten und theologischen Hochschulen.
Seit dem 5. Dezember 1992 war er Präsident des Päpstlichen Oratoriums von St. Peter und seit 1993 fungierte er als Magnus Cancellarius an der Päpstlichen Universität Gregoriana. Am 15. November 1999 nahm Johannes Paul II. Laghis aus Altersgründen vorgebrachtes Rücktrittsgesuch von allen Aufgaben in der römischen Kurie an. Von 1999 bis 2002 bekleidete er das Amt des Kardinalprotodiakons. Im Jahr 2002 wurde er zum Kardinalpriester mit der Titelkirche San Pietro in Vincoli erhoben.
Seit dem 8. Mai 1993 bekleidete er das Amt des Kardinalpatrons des Souveränen Malteser Ritterordens.
Im Jahr 2003 ernannte ihn Papst Johannes Paul II. anlässlich des Irak-Krieges zum apostolischen Sondergesandten, um mit Präsident George W. Bush in Verhandlungen zu treten.
Am Konklave 2005, bei dem Papst Benedikt XVI. gewählt wurde, nahm er nicht teil, da er zu diesem Zeitpunkt das für die aktive Papstwahl zulässige Höchstalter von 80 Jahren bereits überschritten hatte. Er galt zeitweise selbst als möglicher Kandidat auf den Stuhl Petri.

## Mitgliedschaften
- Rat der II. Abteilung des Staatssekretariats
- Kongregation für die orientalischen Kirchen
- Kongregation für die Selig- und Heiligsprechungsprozesse
- Kongregation für die Bischöfe
- Kongregation für die Evangelisierung der Völker
- Kongregation für den Klerus
- Kongregation für die Institute geweihten Lebens und für die Gesellschaften apostolischen Lebens
- Päpstlicher Rat für die Interpretation von Gesetzestexten
- Ehren- und Devotions-Großkreuz-Bailli des Malteserordens[5]